# Philipp Groß
Philipp Groß (* um 1290 in Nürnberg; † nach 1355 ebenda) war ein deutscher Baumeister und Stadtbaumeister von Nürnberg.

## Leben

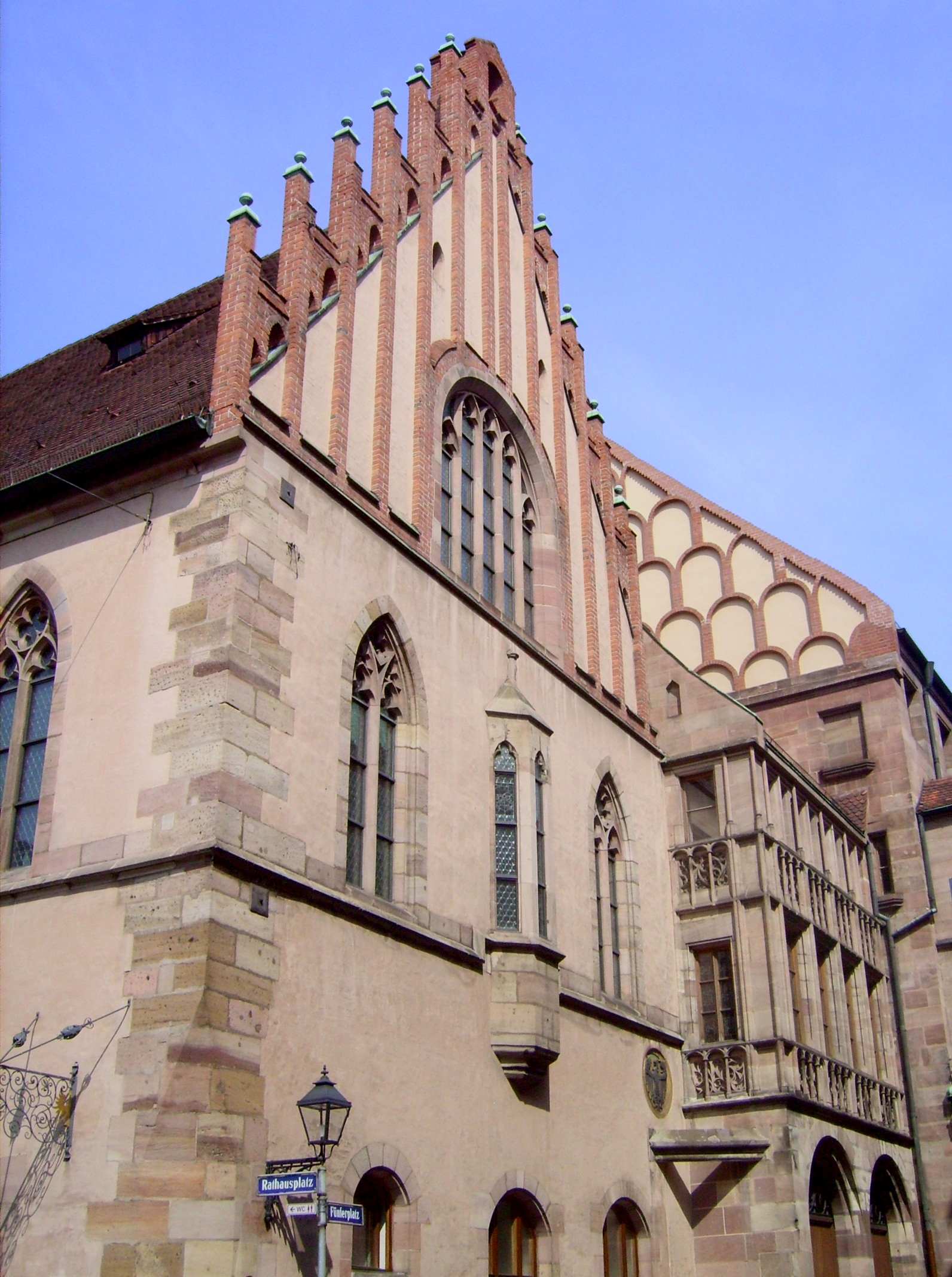
Altes Rathaus, Gotischer Saalbau des Stadtbaumeisters Philipp Groß (ab 1332)

Philipp Groß wurde um 1290 in Nürnberg als Sohn von Heinrich Groß (genannt Heinz der Reiche, ca. 1250–1314/17) aus der Nürnberger Ratsfamilie Groß und der Gisela Esler geboren. Er heiratete um 1320 Elsa Pfinzing und hatte mit ihr den Sohn Philipp d. J. († um 1382), der Anna Groland heiratete. Sein älterer Halbbruder war der Ratsherr Konrad Groß, der Stifter des Heilig-Geist-Spitals.
Philipp Groß war Stadtbaumeister von Nürnberg und baute dort zwischen 1332 und 1340 das Alte Rathaus bzw. dessen ältesten Teil, den gotischen Saalbau.
Groß wird letztmals 1355 gesichert erwähnt und starb wahrscheinlich um 1377.